# Électricité (Capricorne)
Électricité est le deuxième album de la série de bande dessinée Capricorne, écrite et dessinée par Andreas. Cet album a été publié en septembre 1997 aux Éditions du Lombard. C'est la suite directe du précédent tome, L'Objet.

## Résumé

### Le premier jour
L'album débute au St. Paul's Hospital, où John Byble partage une chambre avec son père, toujours recouvert d'une substance verte. La foudre endommage un pylône électrique, dont les câbles fracassent la vitre de leur chambre, et entrent en contact avec John. Celui-ci empoigne les câbles, et se lève de son lit, animé par une force surnaturelle.
La deuxième planche montre le ballet aérien d'un groupe de cinq avions dans un ciel orageux. Durant l'atterrissage, la foudre frappe l'un des avions, qui prend feu. Capricorne, qui observait la scène, parvient de justesse à extraire le pilote avant l'explosion de l'appareil. Dans l'ambulance venue chercher le pilote (Percy), qui n'est que légèrement blessé, Ash Grey converse avec Capricorne. On apprend que les affaires de celui-ci marchent bien malgré la récession – il travaille comme astrologue pour de riches clients – et qu'on lui a proposé de devenir membre du "Club'29", une organisation d'hommes d'affaires ayant tiré profit de la crise boursière de 1929. 
Entretemps, dans une zone industrielle, on assiste à la rencontre de deux hommes : Haltmann (un homme en imperméable brun au regard étrangement vide) et Jeremy (silhouette corpulente restant dans l'ombre). Haltmann a été informé de l'incident survenu à l'hôpital. Haltmann travaille pour Jeremy, il était dans le tome précédent le chef du Dispositif, et responsable de la destruction de la base de recherches. 
Dans la chambre d'hôpital, Ash apprend la disparition de son frère John, et assiste à la mort de son père.
La prochaine planche montre l'enterrement de Holbrook Byble, en présence d'une foule composée de clients de sa librairie. Le discours du prêtre est interrompu par un éclair qui foudroie un arbre, derrière lequel se dissimulait un John Byble incandescent, qui prend aussitôt la fuite.
De retour à leur bureau, Capricorne, Ash et Astor spéculent sur la métamorphose de John. Etant montés sur le toit du gratte-ciel pour respirer l'air nocturne, ils voient qu'une panne de courant a plongé tout New York dans l'obscurité. Seul le gratte-ciel de Capricorne est illuminé, bénéficiant d'une «alimentation indépendante».
La planche 13 montre une centrale électrique endommagée. Sur les lieux, l'Indien Blue Face, et Haltmann. Ce dernier conclut que John «a besoin d'énergie et il vient la chercher à la source».

### Le deuxième jour
Capricorne explore le sous-sol de son immeuble. Dans un labyrinthe de tuyauterie, il rencontre Cole, qui a survécu à ses blessures grâce à un «remède» (fourni par Haltmann). Il confie que «quelque chose» hante les sous-sols, et que le précédent propriétaire est mort «peu de temps après avoir quitté ces murs». 
De retour à son bureau, Capricorne reçoit la visite de Ron Dominic, un «agent du gouvernement fédéral» chargé d'enquêter sur le Dispositif et la disparition de l'inspecteur Azakov. Son objectif est d'arrêter Haltmann.
Les événements se précipitent lorsqu'un coup de téléphone attire Ash à l'hôpital St. Paul – il s'agit d'un piège. Interceptée par une limousine noire, sa maîtrise des arts martiaux lui permettent d'assommer ses quatre assaillants, avant d'être rejointe par Capricorne et Dominic. 
Pendant ce temps, Astor rencontre Blue Face, posté devant l'immeuble et observant John Byble, qui se trouve sur le toit d'un gratte-ciel voisin, dégageant une aura électrique. Blue Face affirme que «ce n'est plus John», que le corps de ce dernier est habité par Moodt, un «être du fond des temps». Moodt attend désormais son union avec son compagnon, ce qui serait "une malédiction" qu'il faut empêcher. 

### Dans les profondeurs
Pendant que Dominic va enquêter à l'hôpital, Blue Face et Capricorne explorent les fondations de l'immeuble, à la recherche du compagnon de Moodt. Ayant forcé un passage vers les niveaux inférieurs, ils découvrent une gigantesque stèle érigée par le peuple de Blue Face, il y a plusieurs siècles. Les motifs hiéroglyphiques gravés à la surface décrivent la rencontre de Moodt et de son compagnon Torrg, leur union donnant naissance à un être surhumain. 
Alors qu'ils remontent à la surface, Blue Face et Capricorne découvrent Torrg, une forme bleutée et électrique. Torrg "traverse" Capricorne, s'emparant au passage de son nom – Capricorne est désormais impuissant à se souvenir de son vrai nom, et sent que Torrg lui a "pris autre chose". 

### La confrontation finale
Sur le toit du gratte-ciel, Haltmann fait irruption et menace Ash d'un pistolet, dans le but de forcer John Byble à le suivre. Capricorne intervient et franchit le vide entre les immeubles, porté par Torrg. La fusion de Moodt et Torrg se produit, donnant naissance à une gigantesque créature humanoïde. Balayé d'un coup de queue, Haltmann est précipité dans le vide. Capricorne parvient de justesse à sauver Ash. 
Capricorne demande à Ash de faire appel à son groupe aérien d'intervention. Un long câble est tiré à travers l'immeuble, relié à la source tellurique dans les fondements de l'immeuble (qui puise l'énergie au centre de la Terre). Dans une scène finale dramatique, Capricorne, sautant d'un avion et muni d'un parachute, parvient à faire avaler au monstre l'extrémité du câble. Il s'ensuit une énorme déflagration, qui détruit le monstre.  
La dernière planche montre le cratère de l'explosion, dont émerge un être d'apparence humaine, déclarant "Enfin, je vis". On peut conclure dans les albums suivants qu'il s'agit de Mordor Gott (anagramme de Moodt et Torrg). 

## Personnages
- Capricorne : Astrologue et aventurier polyvalent.
- Astor : Passionné de livres anciens, bibliothécaire.
- Ash Grey : Pilote et femme d'action, chef d'un groupe aérien d'intervention, spécialisé dans les sauvetages.
- Haltmann : Chef du Dispositif, un homme brutal au regard fixe et inexpressif. Il maintient Cole en vie grâce à de mystérieuses injections (le sang de John Byble). Il finit gravement blessé, la colonne vertébrale disloquée à la suite de la chute depuis un gratte-ciel.
- Jeremy : un homme corpulent restant dans l'ombre, Haltmann travaille sous ses ordres.
- Cole : Chef de gang, ayant survécu à ses terribles blessures, il est maintenu en vie par Haltmann. Abandonné par celui-ci, il est sauvé par l'homme aux mains tatouées.
- Ron Dominic : grand homme blond, agent du gouvernement fédéral. Il enquête sur le Dispositif, à la suite de la disparition de l'inspecteur Azakov.
- John Byble : frère de Ash Grey, il est désormais possédé par une entité mythique nommée Moodt.
- Blue Face : un Indien aux vastes connaissances. Il était un fidèle de la librairie de Holbrook Byble.
- Moodt : être mythique se nourrissant d'électricité, pouvant posséder un corps humain. Il "voyage sur la lumière de la foudre".
- Torrg : compagnon de Moodt, il "préfère les courants qui parcourent la terre". Son apparence est une forme bleue transparente.

## Histoire éditoriale
- Publication en album, Le Lombard, septembre 1997,  (ISBN 2-8036-1277-1)
- Nouvelle édition, collection "Troisième vague", Le Lombard, 1999,  (ISBN 2-8036-1434-0)
- Inclus dans L'intégrale Capricorne – Tome 1, Le Lombard, 2019, 232 pages,  (ISBN 978-2-8036-7036-9)